# Бусько-Здруй (гміна)
Гміна Бусько-Здруй (пол. Gmina Busko-Zdrój) — місько-сільська гміна у східній Польщі. Належить до Буського повіту Свентокшиського воєводства.
Станом на 31 грудня 2011 у гміні проживало 32951 особа.

## Територія
Згідно з даними за 2007 рік площа гміни становила 235.88 км², у тому числі:
- орні землі: 80.00%
- ліси: 11.00%

Таким чином, площа гміни становить 24.38% площі повіту.

## Населення
Станом на 31 грудня 2011:
| Опис     | Загалом | Загалом | Чоловіки | Чоловіки | Жінки | Жінки |
| -------- | ------- | ------- | -------- | -------- | ----- | ----- |
| одиниця  | осіб    | %       | осіб     | %        | осіб  | %     |
| все      | 32951   | 100     | 15798    | 47.94    | 17153 | 52.06 |
| міське   | 17004   | 100     | 7900     | 46.46    | 9104  | 53.54 |
| сільське | 15947   | 100     | 7898     | 49.53    | 8049  | 50.47 |

## Сусідні гміни
Гміна Бусько-Здруй межує з такими гмінами: Віслиця, Ґнойно, Новий Корчин, Піньчув, Солець-Здруй, Стопниця, Хмельник.